# Coeliccia lieftincki
Coeliccia lieftincki är en trollsländeart som beskrevs av Harry Hyde Laidlaw, Jr. 1932. Coeliccia lieftincki ingår i släktet Coeliccia och familjen flodflicksländor. Inga underarter finns listade i Catalogue of Life.